# 中山台 (宝塚市)
中山台（なかやまだい）は兵庫県宝塚市の地名。一丁目と二丁目がある。郵便番号は665-0876。

## 概要

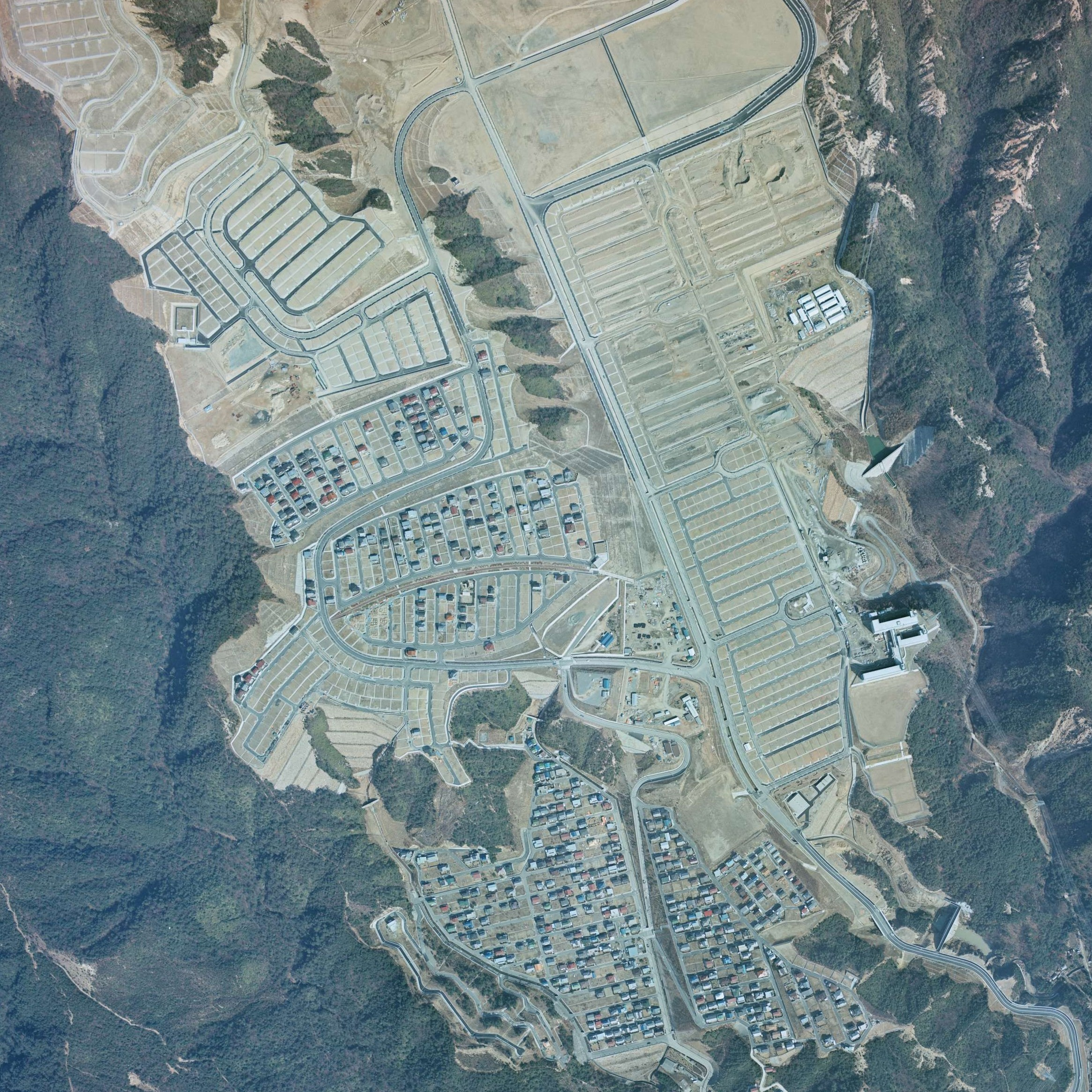
1975年の中山台を空撮したもの。国土地理院の 地図・空中写真閲覧サービス を基に作成。

中山台には大規模な新興住宅街の中山台ニュータウンがある。

## 世帯数と人口
2022年（令和4年）8月31日現在の世帯数と人口は以下の通りである。
| 町丁         | 世帯数  | 人口    |
| ------------ | ------- | ------- |
| 中山台一丁目 | 390世帯 | 825人   |
| 中山台二丁目 | 321世帯 | 752人   |
| 計           | 711世帯 | 1,577人 |

## 小・中学校の学区
市立小・中学校に通う場合、学区は以下の通りとなる。
| 番地       | 小学校               | 中学校                   |
| ---------- | -------------------- | ------------------------ |
| 一～二丁目 | 宝塚市立中山台小学校 | 宝塚市立中山五月台中学校 |

## 交通
中山台には鉄道はなく、バス（阪急バス）が走っている。